# Meurtrière
Pour le film de Patrick Grandperret, voir Meurtrières (film).

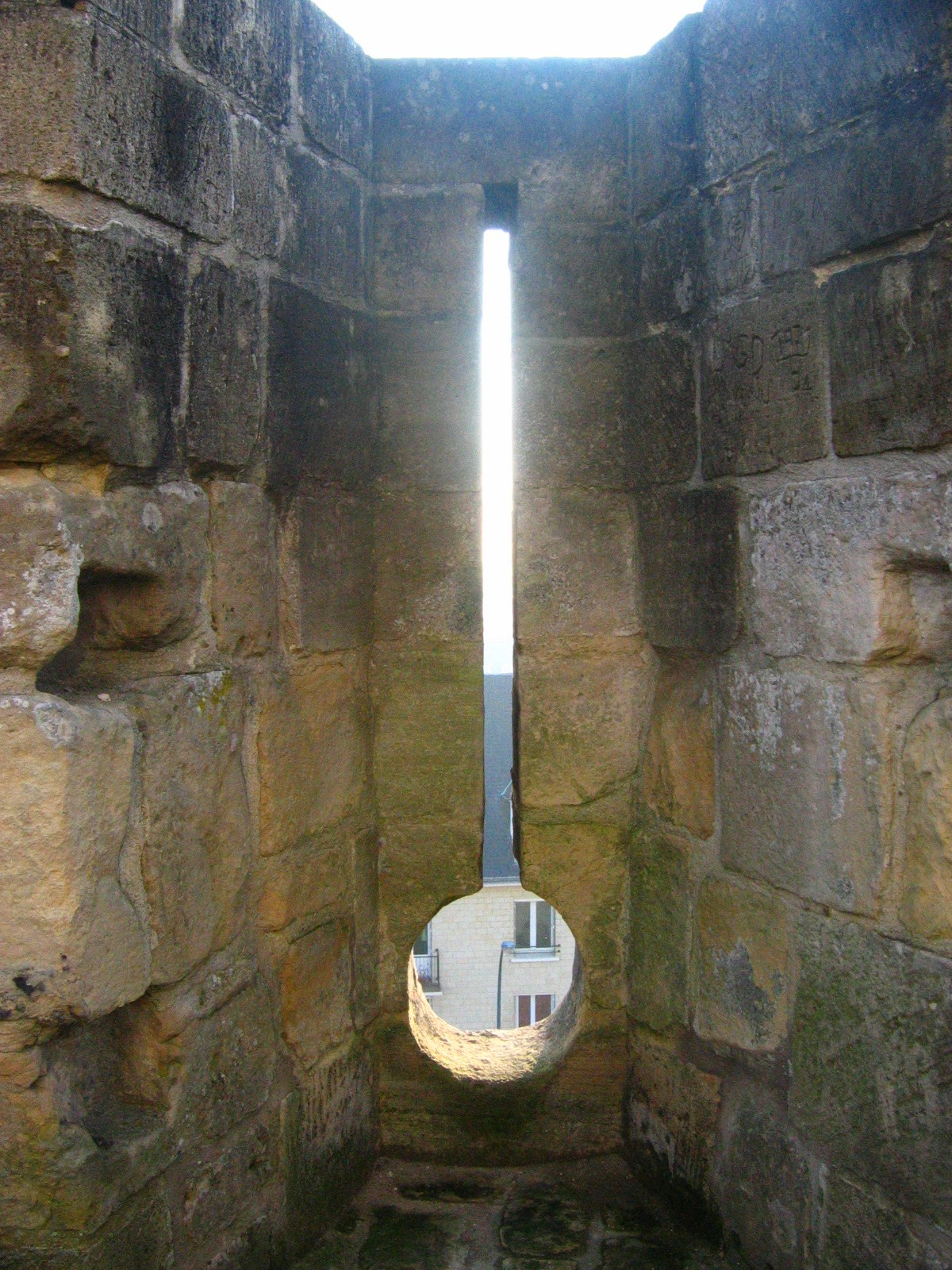
Archère du château de Caen transformée en archère-canonnière.

Une meurtrière (de l’adjectif « meurtrier ») est un terme générique qui désigne une ouverture pratiquée dans une muraille pour permettre l'observation. Cette embrasure, typique de l'architecture militaire médiévale, contribuait au développement de la défense active. Ce terme est progressivement abandonné en raison de son imprécision, au profit de ceux plus précis d’archère, arbalétrière, archère-canonnière.
Si l'on examine les fortifications, il apparaît que les constructeurs n'ont pas toujours cherché clairement à différencier dans les ouvertures un type particulier à vocation défensive. Ainsi, la meurtrière est parfois confondue avec l'ouverture ménagée dans le mur pour en éclairer l'intérieur, ce qui est un « jour » et est impropre au tir à l'arc. La « raière » ou « rayère » peut aussi bien désigner une embrasure de tir qu'une fente d'éclairage verticale (fréquente dans les tourelles d'escalier à vis) laissant passer des « rais » de lumière.
Un trop grand nombre d'ouvertures de tir n'est pas forcément fonctionnel et peut symboliser la puissance militaire du château ou de la place forte. Le nombre et la lisibilité des fentes externes des meurtrières sont très certainement deux des éléments les plus ostentatoires de la puissance de la fortification, comme le sont le nombre et la force apparente des tours, ou l'importance du donjon. C'est un moyen pour le suzerain de manifester sa volonté d'ostentation et de dissuasion, ce dernier pouvant d'ailleurs limiter leur nombre chez ses vassaux.
Les châteaux japonais possédaient aussi des meurtrières (狭間, sama), celles-ci avaient plusieurs formes : triangulaire, carrée ou ronde. Elles avaient la même fonction que celles des châteaux occidentaux.

## Historique
La meurtrière est un élément défensif connu de longue date : Archimède est souvent crédité d'en avoir inventé de la hauteur d'un homme lors du siège de Syracuse en 213 av. J.-C..

### Fortifications grecques et romaines
Les fortifications grecque et romaine l'utilisent fréquemment. Pendant la période gallo-romaine, les fortifications permanentes ne se défendent que par leur sommet. Les courtines et les tours sont pleines à la base et n'opposent aux attaques que l'épaisseur de leur construction. Mais lorsque les armes de jet, maniables, se perfectionnent et acquièrent une portée plus longue et plus sûre, les ingénieurs militaires ne se bornent plus, pour défendre les approches d'une place forte, à couronner les parapets de crénelages ; ils percent des ouvertures à la base des courtines et aux différents étages des tours.

### Moyen Âge

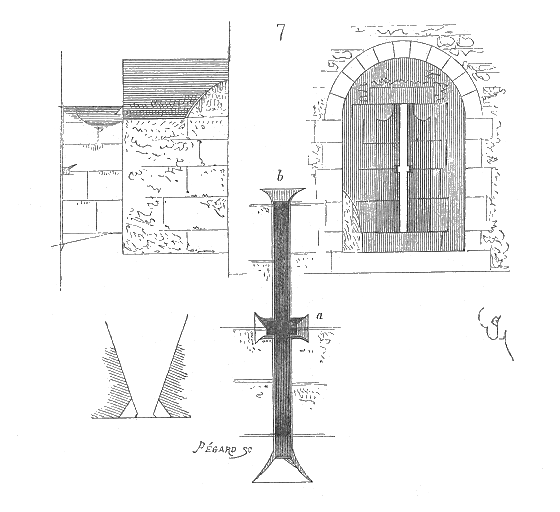
Une illustration de meurtrière du Moyen Âge d'après Eugène Viollet-le-Duc : le croisillon a probablement un but plus opérationnel pour l'arbalète et l'arquebuse.

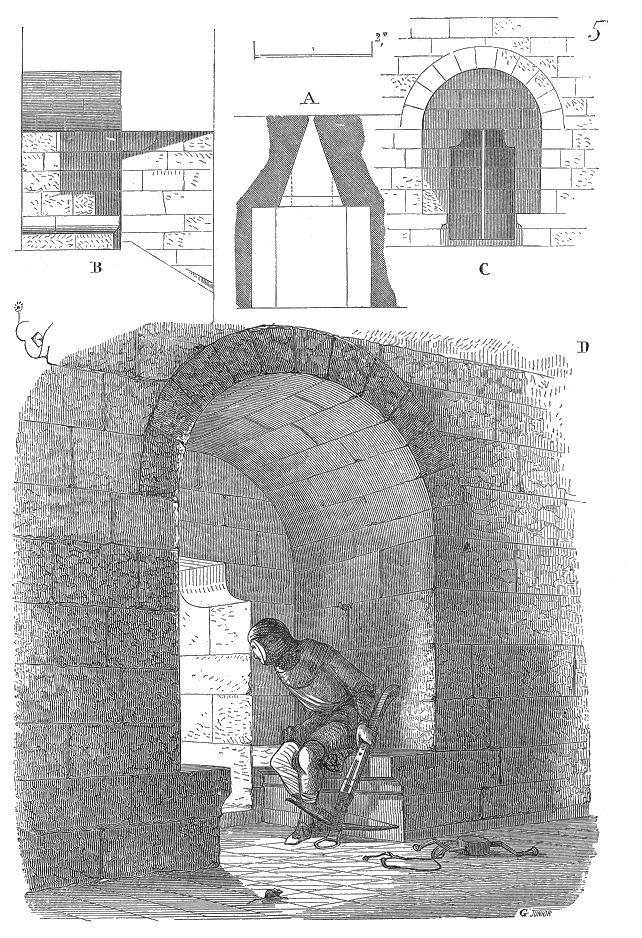
Meurtrière à simple ébrasement, sous niche et à coussièges, avec soldat faisant le guet.

On distingue plusieurs types de meurtrière : l'archère, embrasure de tir verticale étroite et haute à ébrasement intérieur, la plus simple et la plus ancienne des meurtrières. Elle peut être à ébrasement simple (embrasure simple ou à sifflet), à niche, à plongée. Il est tentant de supposer que la fente facilitait le tir mais cette mire pour être fonctionnelle doit être fixée à l'arme. Le tireur ne pouvait donc à la fois mettre au point sur l'ennemi et sur la fente, si bien que cet ébrasement primitif était d'un emploi peu efficace. Ce qui explique le développement de dispositifs de facilitation de tir à partir de 1250 : diminution de la longueur inutile de l'ébrasement afin de rapprocher le tireur et son arme de la fente de tir, ce qui permet au tireur de mieux ajuster sa cible ; conception de double ébrasement pour dérober l'arme aux vues de l'assaillant et la protéger des écroulements des maçonneries des parapets ; ajout d'une ou plusieurs fentes horizontales (archère cruciforme à double, triple ou multiple croisillons, ces traverses de visée permettant une meilleure surveillance et facilitant le tir à la convergence des deux fentes mais présentant l'inconvénient de réduire la résistance des murailles pilonnées par des engins de siège) ; développement de la niche qui réduit la distance arme-fente de tir à des longueurs variant entre 0,50 m et 1,50 m ; fente munie d'une terminaison parfois évasée (archère en étrier, en bêche ou en rame) pour augmenter la vue plongeante, faciliter les tirs plongeants en direction des fondations des remparts ou permettre le tir de traits enflammés ou de fusées. L'arbalétrière, embrasure largement ébrasée vers l'intérieur, est destinée au tir à l'arbalète et subit des évolutions parallèles.
Ces organes à vocation uniquement défensive apparaissent dans les fortifications médiévales dans le dernier quart du XIIe siècle, d'abord au niveau du chemin de ronde (meurtrières percées dans les merlons du parapet crénelé) puis à des niveaux inférieurs à ce chemin. Les archères à ébrasement triangulaire peu ouvert (système plus résistant aux engins de siège mais offrant un angle de tir plus faible) sont un élément constitutif de l'architecture philippienne (essentiellement durant les années 1200-1350) basé sur un flanquement des courtines par des tours de fortification. Le chevauchement de ces embrasures de tir sur les tours de flanquement est visible à partir du début du XIIIe siècle. Les meurtrières se multiplient pendant le XIIIe siècle, participant aux moyens de défense et ne se répandent dans les grandes tours qu'à partir des années 1240-1250. Vers le milieu du XIVe siècle, ces ouvertures deviennent de plus en plus rares dans les parties inférieures de défense où elles sont remplacées par des fenêtres à grille (tours à fonction résidentielle) et se multiplient à leur sommet ; elles sont parfois modernisées en archères-canonnières et définitivement remplacées en 1450 par les canonnières au moment où l'artillerie à feu supplante les anciens engins de défense.
Ces meurtrières, ou archères, percées au niveau du sol intérieur des remparts et des planchers des tours, permettent non seulement de lancer des traits d'arbalète ou des flèches, mais aussi de voir, sans se découvrir, les travaux que les assiégeants peuvent tenter pour battre ou saper les ouvrages.
À l'avènement des armes à feu au XIVe siècle, l'archère est agrandie vers le bas pour permettre le tir à l'arme à feu (arquebusière adaptée au tir de l'arquebuse, couleuvrinière à la couleuvrine, ou bombardière à la bombarde à la main, etc.). Le développement de bouches à feu conduit à la construction de meurtrières avec des ouvertures plus ou moins élaborées en fonction de la direction du tir, de sa portée et de la protection du desservant, les canonnières. Ces ouvertures peuvent être rectangulaires, ovoïdales, ou circulaires (appelées « louches »), sont évasées vers l'extérieur au XVe siècle pour améliorer l'angle de tir et parfois équipées de redents. La prise en compte de l'arme à feu est perceptible avec l'apparition de l'archère-canonnière, ouverture de tir mixte présentant à la fois une fente pour les armes à corde et un orifice circulaire (puis carré parfois) pour les armes à feu.

### Époque moderne

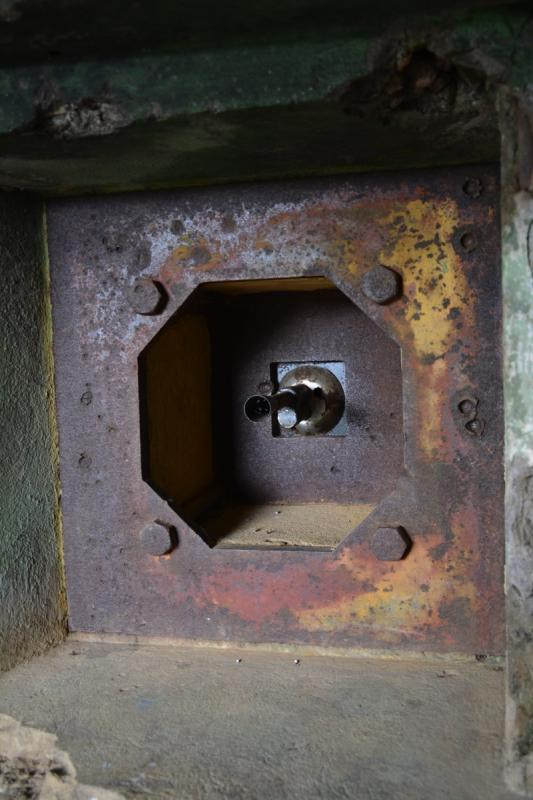
Créneau FM, meurtrière à rotule coulissant dans une embrasure qui ne laisse apparaître que la bouche du MAC 24/29 équipé d'un épiscope.

Dans les casemates modernes, les meurtrières peuvent être quadrangulaires ou adopter la forme d'embrasures aux larges ouvertures horizontales afin de permettre le tir avec des armes lourdes, couvrant un angle large du terrain.

## Caractéristiques
L'archère peut être caractérisée par trois critères : ses ébrasements internes (formant généralement une fenêtre de tir percée dans le mur ou à l'intérieur d'une niche) et externe, qui déterminent l'accessibilité de l'embrasure et le champ de tir horizontal ; sa coupe verticale, et tout particulièrement sa plongée, qui détermine le champ de tir vertical ; son élévation externe, qui détermine les dispositifs de facilitation du tir (étriers et croisillons).
La meurtrière peut être obturée comme le créneau par une sorte de volet pivotant, la huchette.
Contrairement à une idée répandue, le défenseur reste en position vulnérable par rapport à l'assaillant. En se basant sur des travaux d'archéologie expérimentale, le castellologue Philippe Durand estime que dans de bonnes conditions (attaquant protégé et ayant le temps de viser le défenseur), 50 % des tirs de l'assaillant sont efficaces, si bien que le tireur abrité dans l'embrasure est contraint de se protéger et de tirer à l'aveuglette.

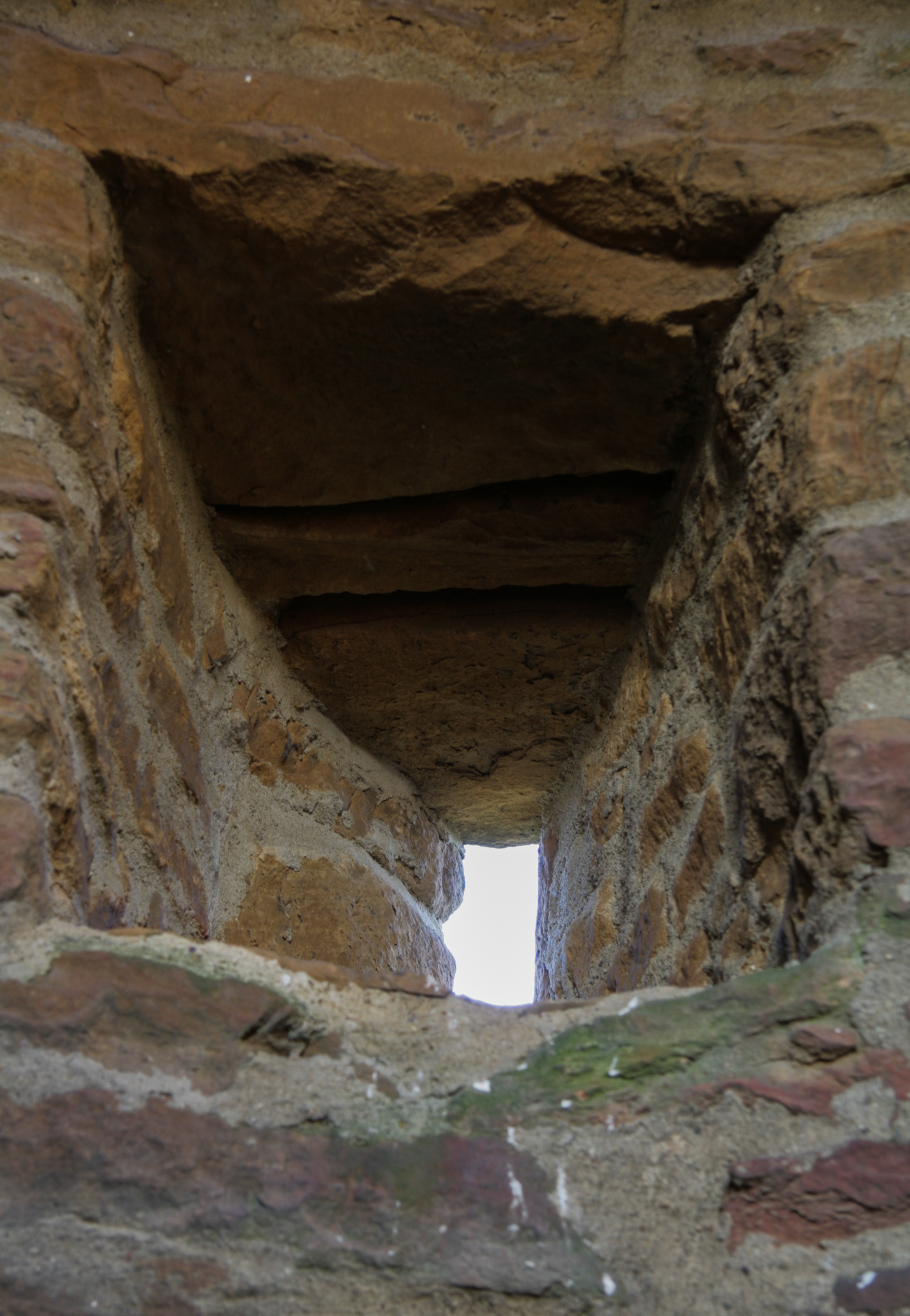
Ébrasement à glacis : meurtrière ou jour ?
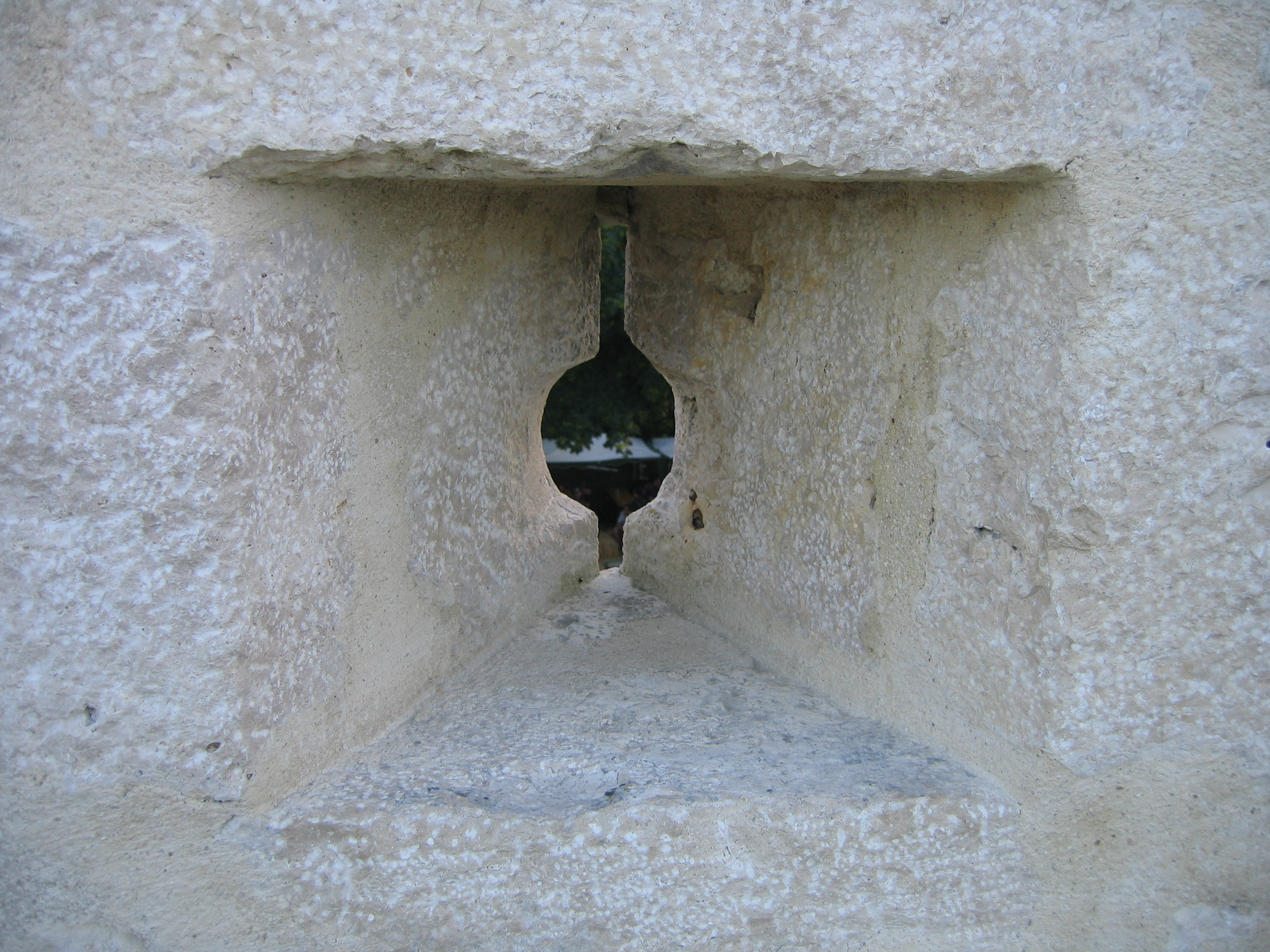
Archère-canonnière à ébrasement triangulaire philippienne, remparts de Provins.
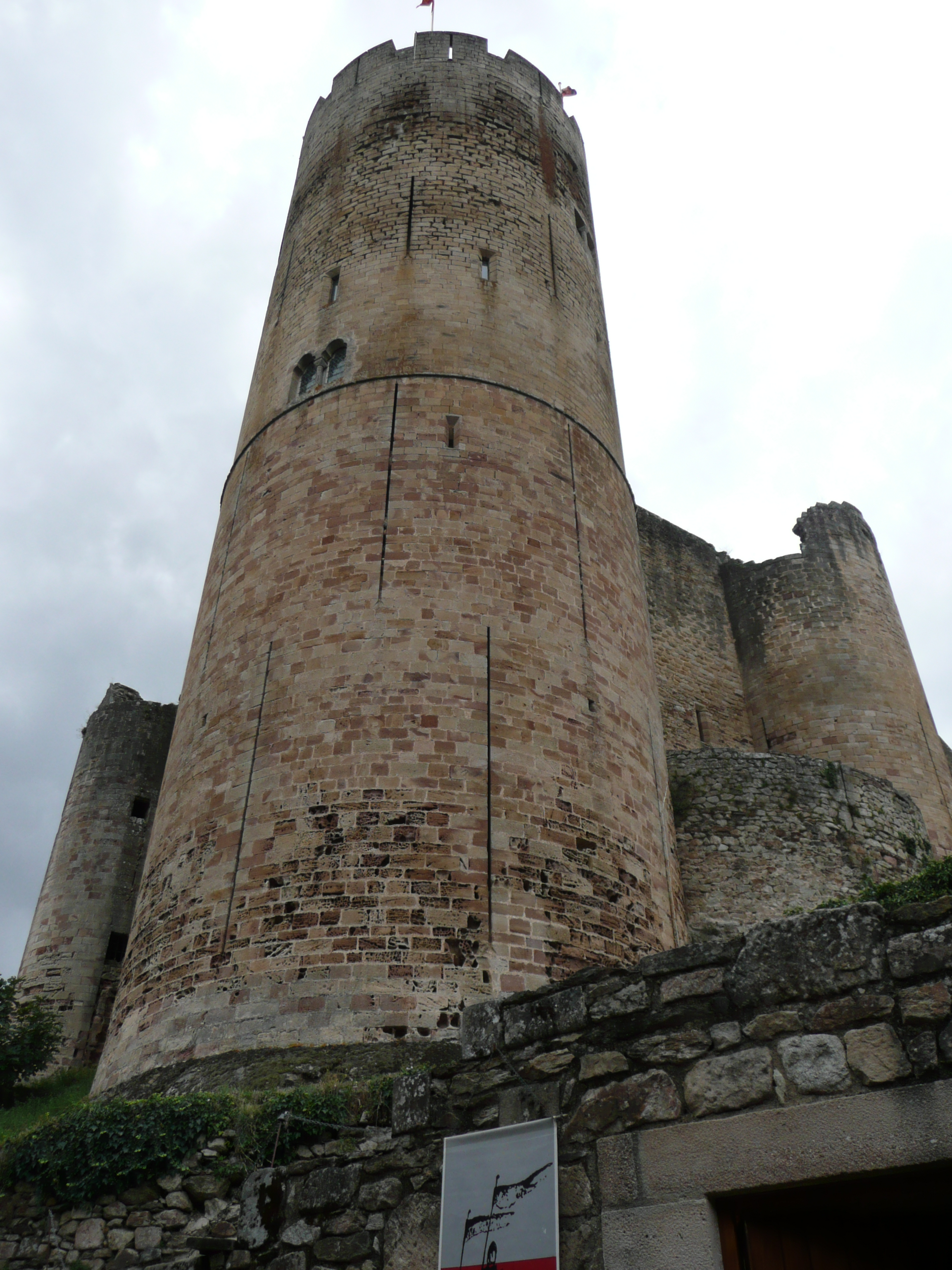
Les archères symboliques de 6,80 m du château de Najac.
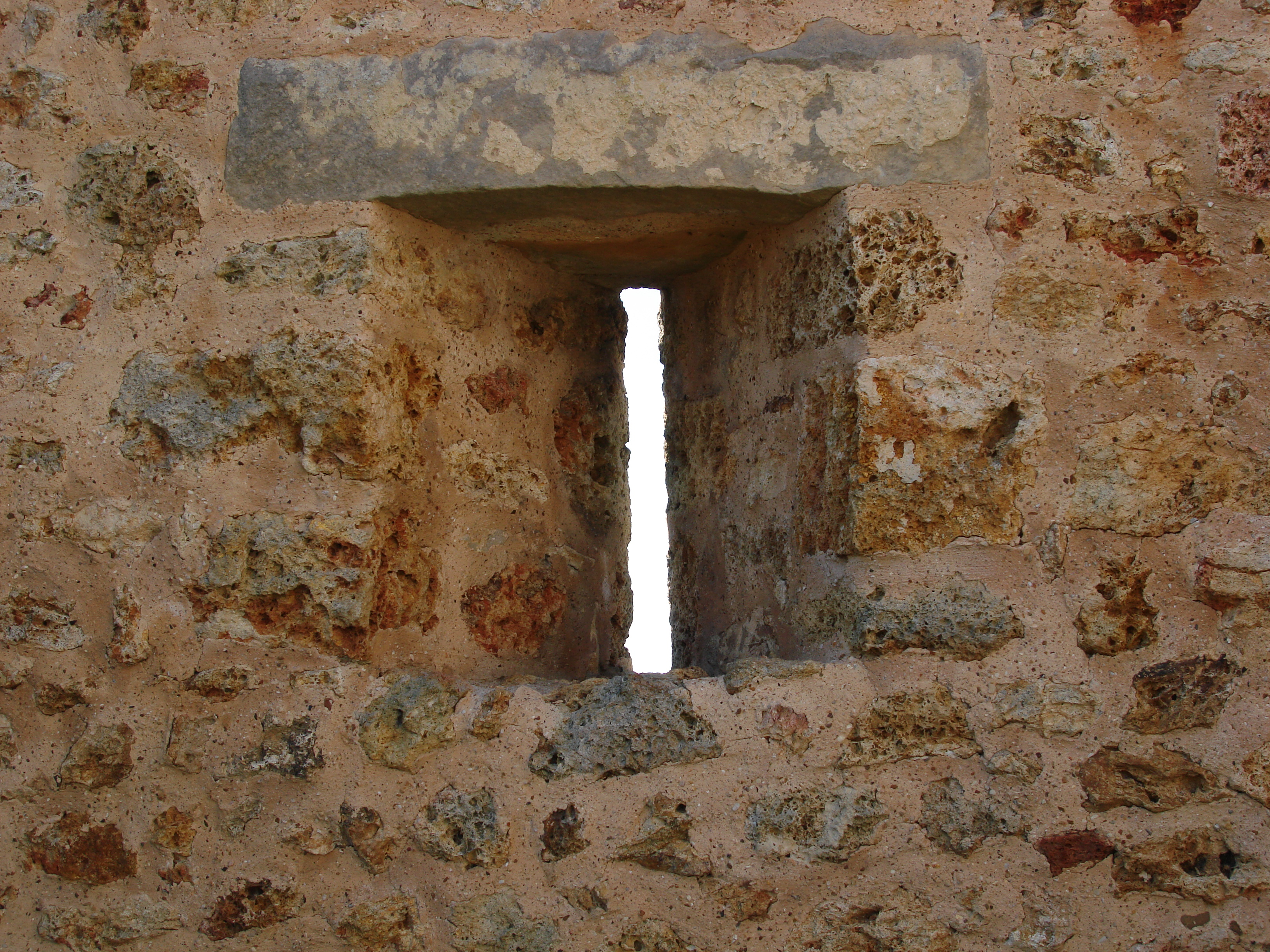
Archère à ébrasement simple et mur d'appui[22], château de la Madeleine.
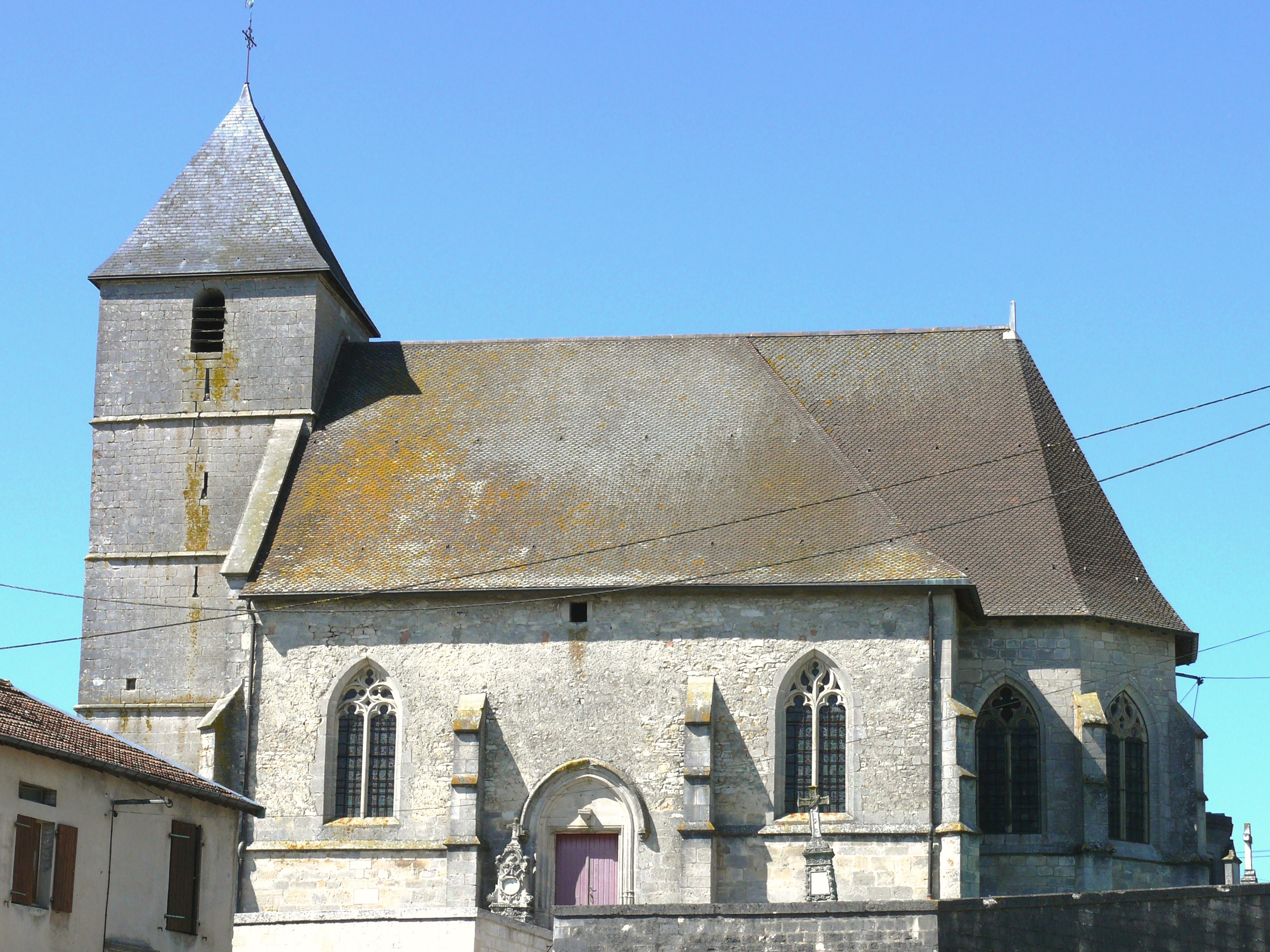
Archères à étrier triangulaire, clocher-donjon de l'église de Génicourt-sur-Meuse.
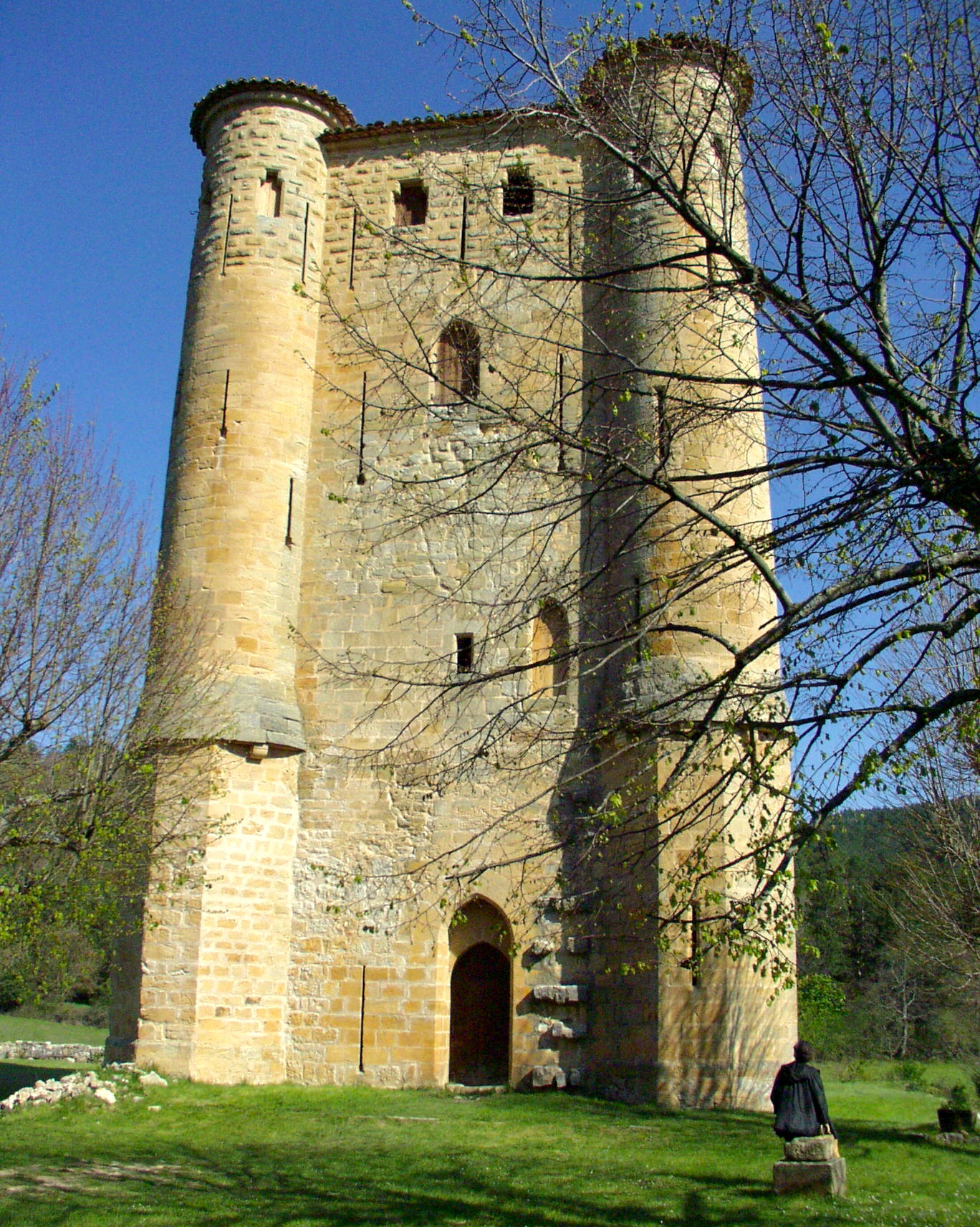
Archères en bêche, donjon du château d'Arques.
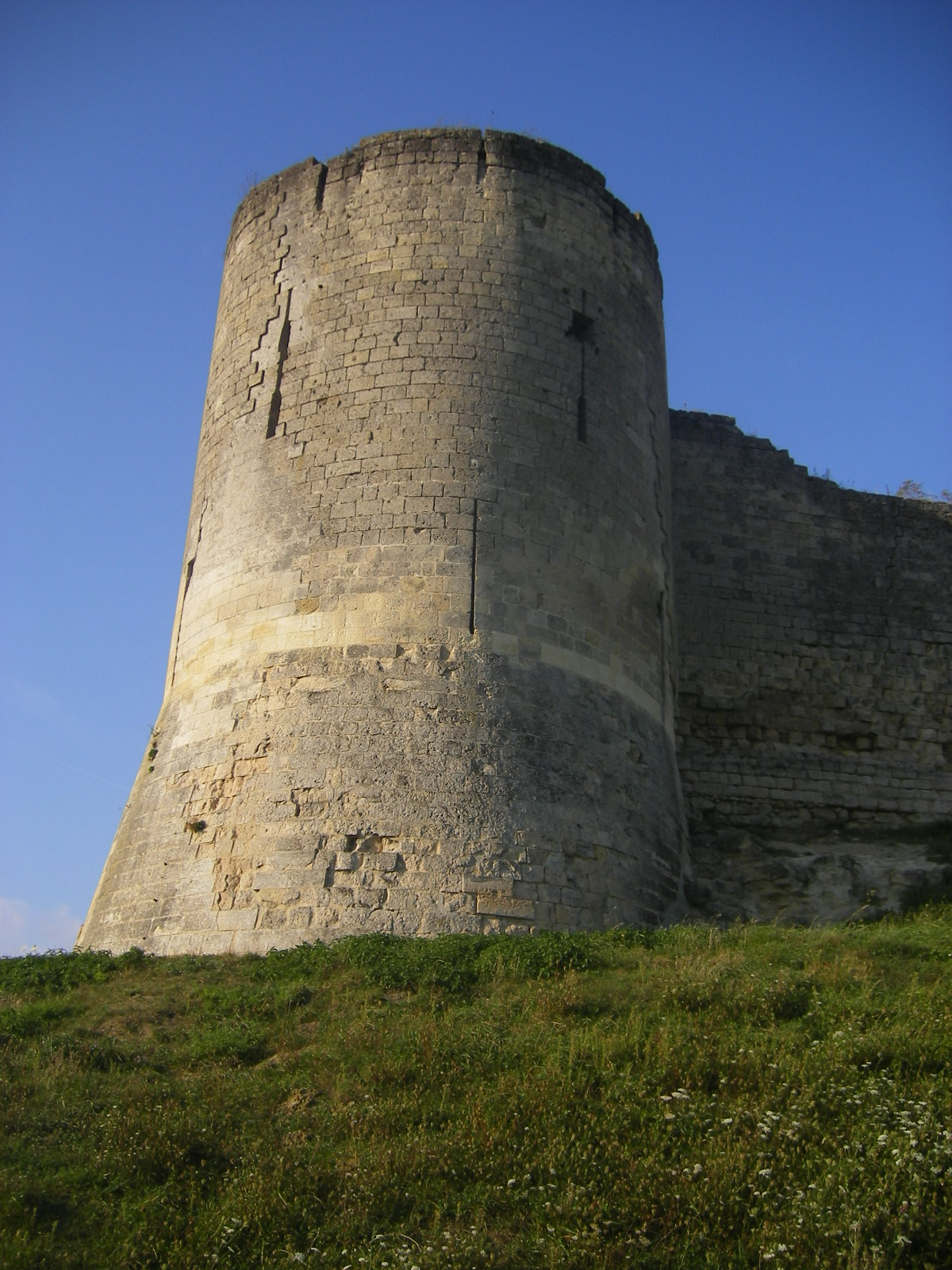
Archères en rame du château de Coucy.
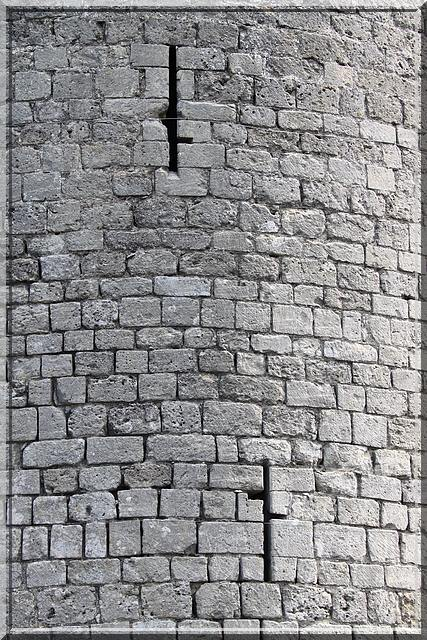
Archère à deux demi-croisillons décalés[23] du château d'Aulnay.
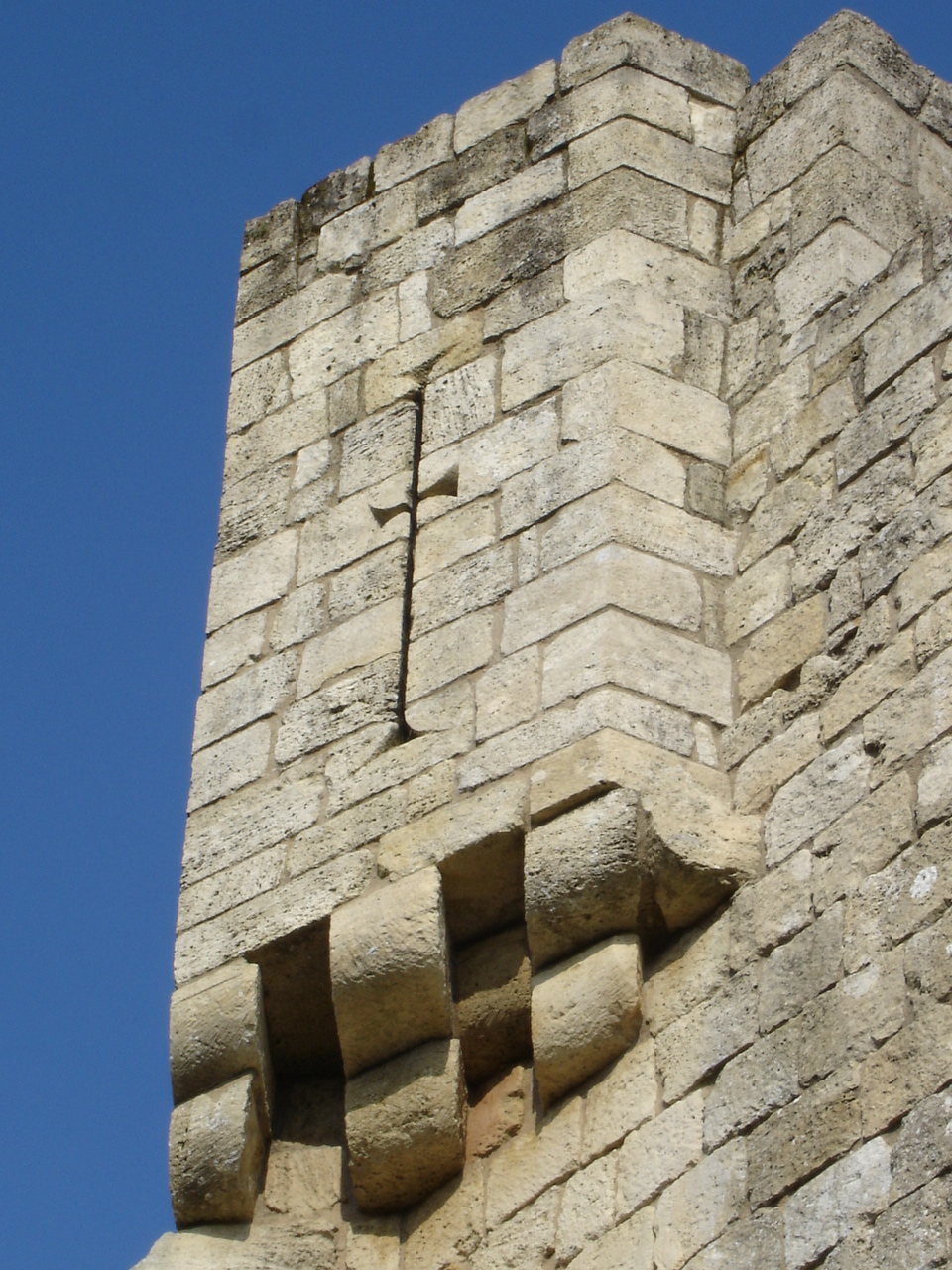
Archère-arbalétrière cruciforme à croix pattée[24] et à étrier, château de Rauzan.
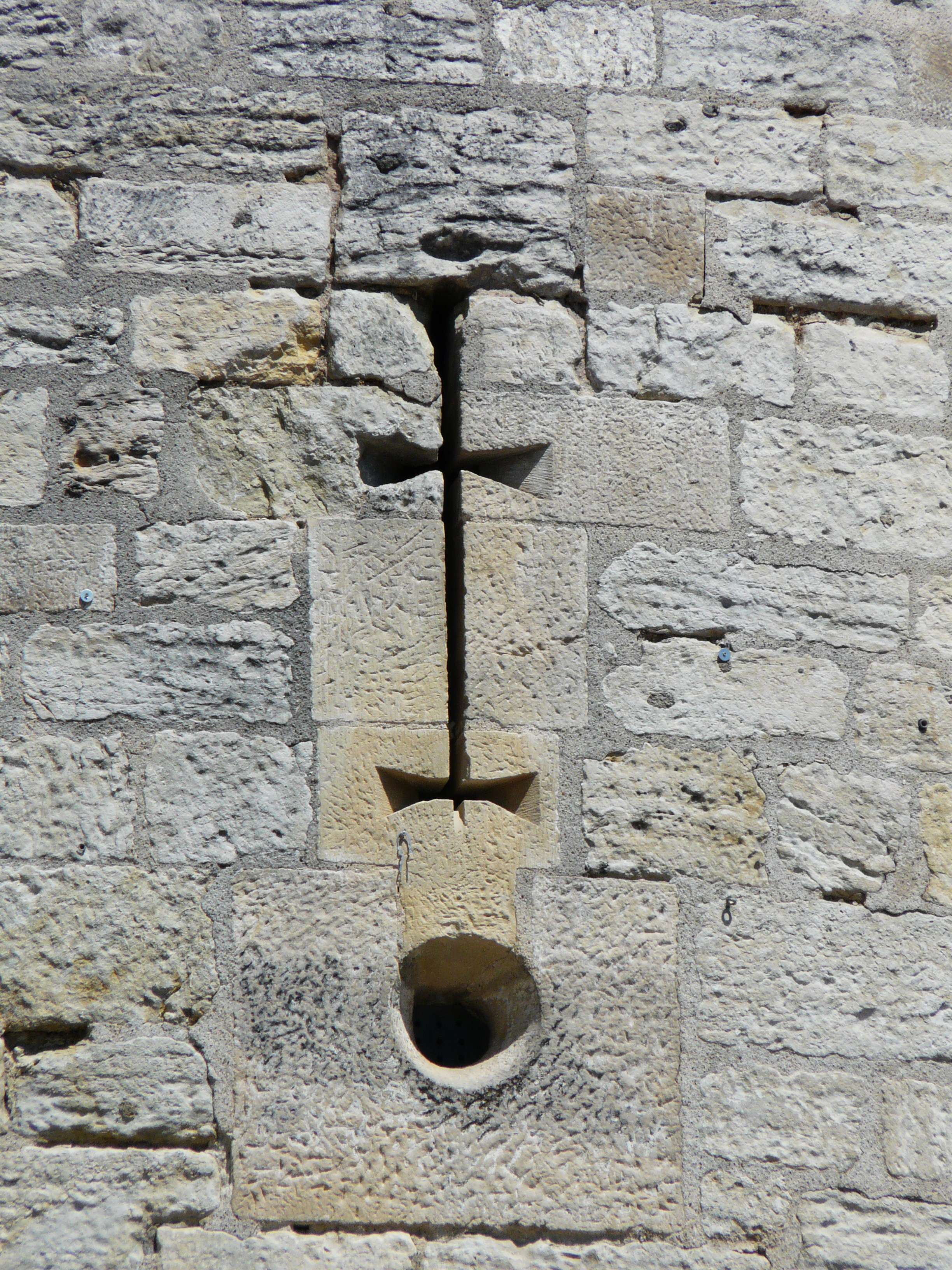
Archère-canonnière[25] à double croisillon et étrier au sommet de la fente.
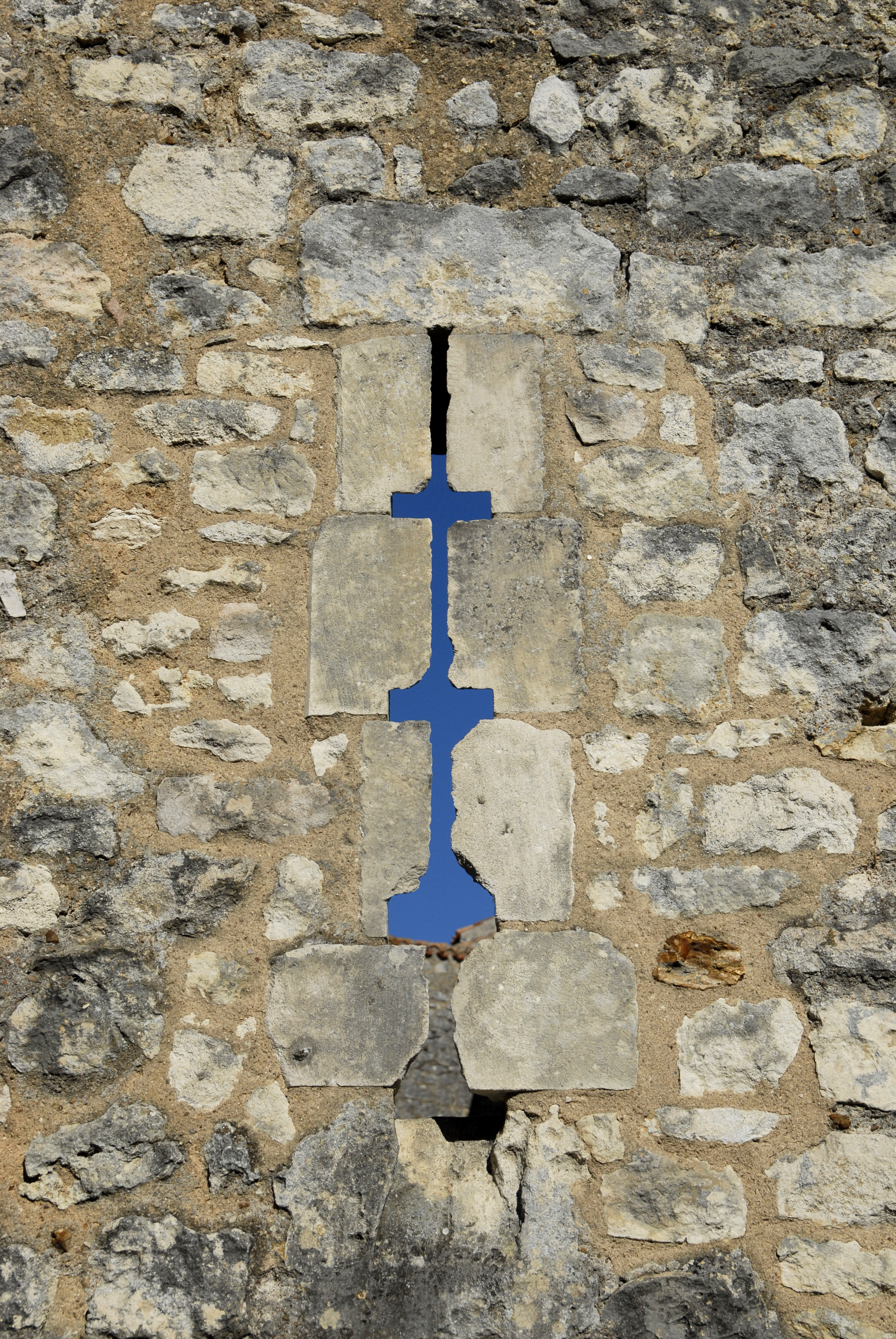
Archère à triple croisillon.
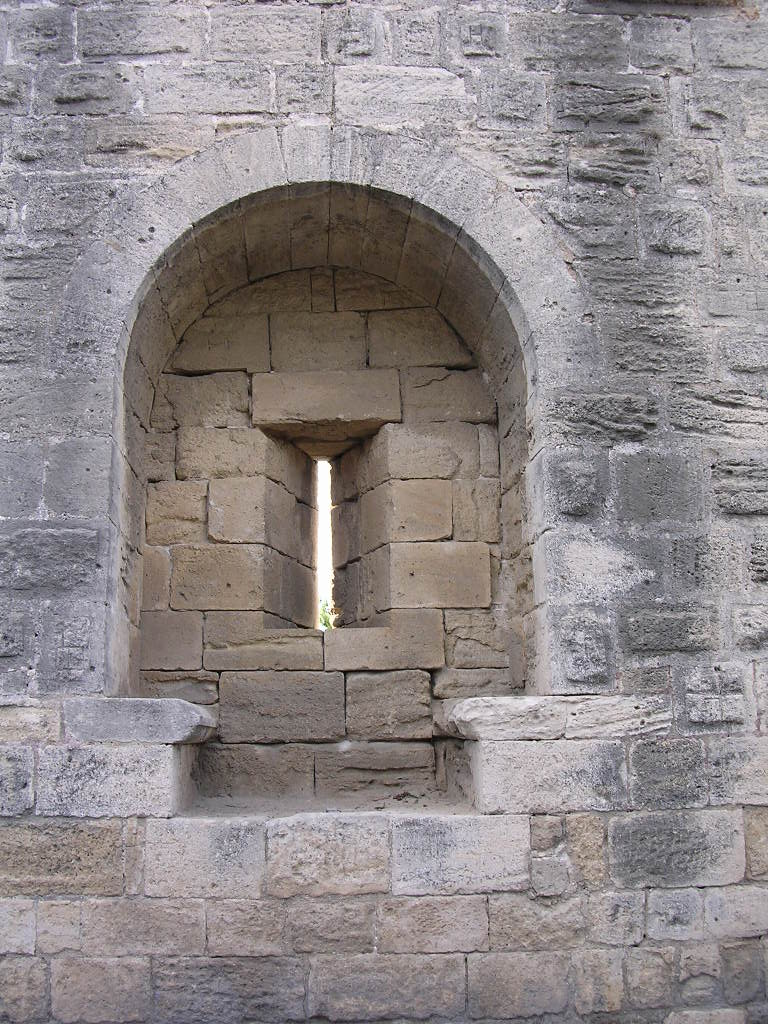
Archère sous niche, remparts d'Aigues-Mortes.
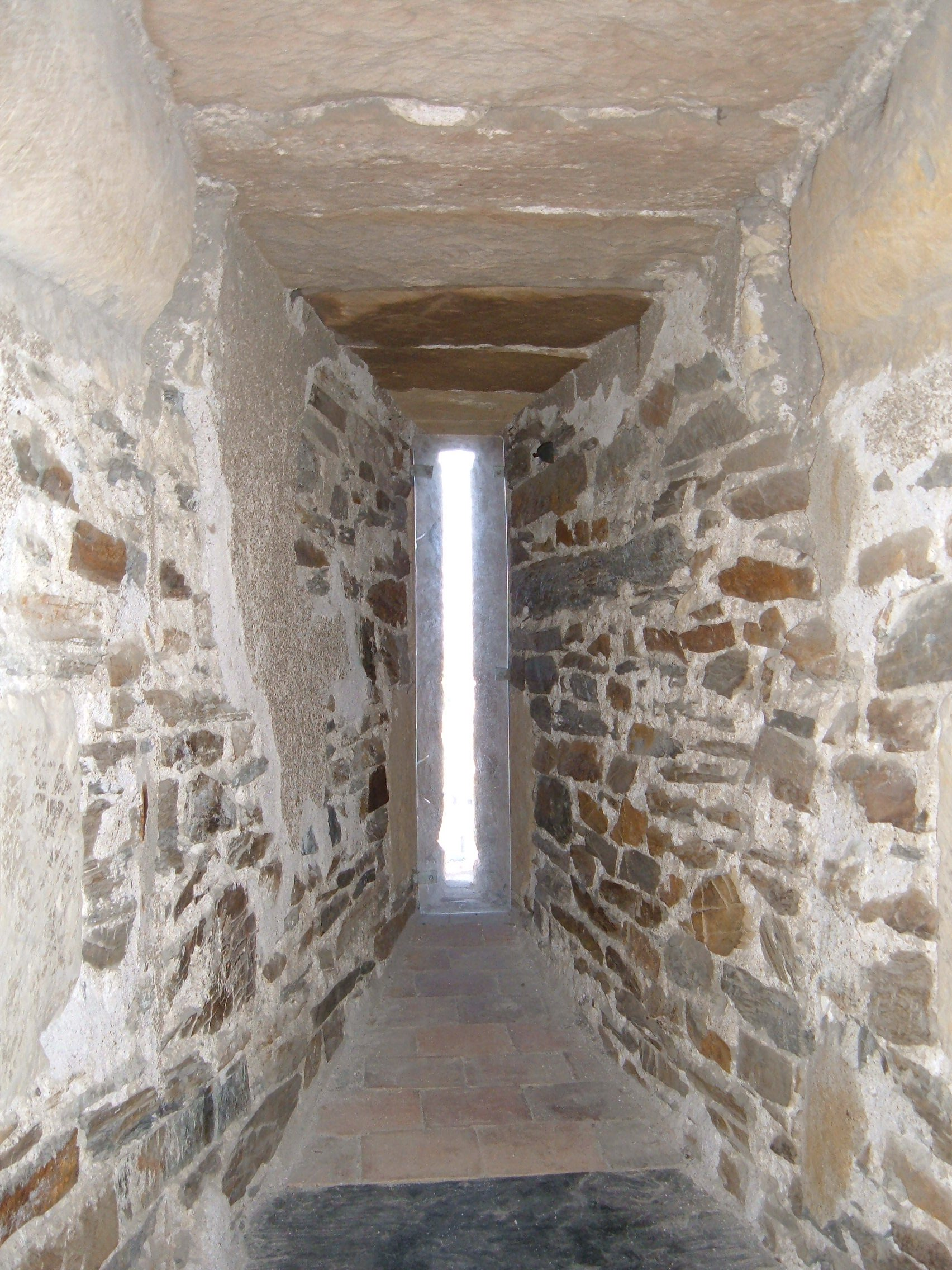
La plongée oblique de l'embrasure suggère que cette meurtrière ne servait dans bien des cas qu'à découvrir les assaillants pratiquant l’échalade[26].
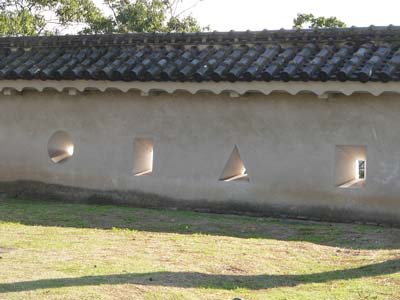
Des meurtrières du château de Himeji.

La terminaison des fentes de tir montre une grande diversité. Leur signification reste discutée : rôle fonctionnel ou symbolique ?